# Alejandra Gutierrez Oraa
Alejandra Gutiérrez Oraa là phát thanh viên truyền hình người Venezuela, hiện đang làm việc cho CNN tiếng Tây Ban Nha ở Atlanta, Georgia, Hoa Kỳ.

## Đầu đời
Oraa sinh ra tại La Guaira, Venezuela. Thời niêu thiếu, Oraa phải chuyển đến Hoa Kỳ một sự kiện thảm khốc ở quê nhà, thảm kịch Vargas. Năm 1999, trung tâm bang Vargas đã hứng chịu lũ lụt và lở đất nghiêm trọng, thiệt hại lớn về sinh mạng và tài sản, buộc phải sơ tán người dân.  Một số thị trấn nhỏ ở bang Vargas bị xóa sổ.

## Sự nghiệp
Oraa bắt đầu sự nghiệp truyền hình từ năm 18 tuổi khi làm phóng viên chuyên mục giải trí cho đài TV Azteca ở Miami. Cô có kinh nghiệm làm việc cho đài Fox Sports tiếng Tây Ban Nha, dẫn nhiều sự kiện đặc biệt, chẳng hạn như giải Super Bowl XLI.
Năm 2008, Oraa được chọn làm người dẫn chương trình thực tế chiếu vào buổi sáng tại đài Romance 106.7 FM, một trong những đài phát thanh tiếng Tây Ban Nha nổi tiếng nhất của Miami. Ở đó, cô tham gia phát sóng chương trình Hola Miami. Chương trình sau đó được đổi tên thành Paparazzi Radio Sensacional. Khi làm việc trong đài phát thanh, Oraa được biết đến như là tiếng nói trong nhiều chiến dịch quốc tế cho phim truyền hình dài tập Sex and the City của HBO, chiến dịch chuỗi nhà hàng Olive Garden, hãng xe Ford và chuỗi cửa hàng Marshalls. Năm 2010, cô gia nhập nhóm tin tức Mega TV, là thành viên nhóm báo chí của Mega News, bản tin quốc gia đưa tin về những tin tức nóng trong ngày.
Oraa là phát thanh viên cho chương trình chào buổi sáng của CNN tiếng Tây Ban Nha mang tên Café CNN, một chương trình kéo dài bốn giờ, phát sóng các ngày trong tuần từ 6 giờ đến 10 giờ sáng với phương châm giúp người xem "đi đầu trong thế giới cạnh tranh ngày nay". Năm 23 tuổi, cô trở thành người đưa tin trẻ nhất cho đài CNN tiếng Tây Ban Nha.